# Frank Soo
Frank Soo, född i Buxton, Derbyshire 8 mars 1914, död 25 januari 1991, var en engelsk fotbollsspelare och tränare med delvis kinesisk bakgrund. Vid tiden för sin bortgång befann sig Soo vid New Cheadle Hospital, Cheadle, Staffordshire i närheten av Stoke-on-Trent.

## Spelarkarriär
Frank Soo växte upp i Liverpool. Hans far Our Quong-Soo var en kinesisk sjöman och hans mor Beatrice Whittam var engelska. Föräldrarna gifte sig 1908 och öppnade ett tvätteri i Fairfield innan de slog sig ned i Liverpool 1920.
Soos karriär började med Prescot Cables FC, men flyttade till Stoke City i januari 1933. Vid tiden för andra världskrigets början hade Soo etablerat sig som en publikfavorit hos Stoke. Under kriget gästspelade han för Everton, Chelsea, Millwall och Brentford och spelade även nio landskamper för Englands landslag mellan 1942 och 1945. FA har dock i efterhand valt att inte räkna dessa som officiella landskamper. Soo är den första med östasiatiskt ursprung att spela för det engelska landslaget. Han spelade även för flera FA representativa lag som inofficiellt beskrevs som "England".
I september 1945, efter att ha spelat 173 seriematcher för Stoke, bytte Soo klubb till Leicester City mot en övergångskostnad av £4 600. Flytten innebar en återförening med tränaren som fått honom att skriva på för Stoke, Tom Mather. Han flyttade till Luton Town i juli 1946 mot en övergångskostnad av £5 000 och spelade ytterligare 71 seriematcher innan flytten till Chelmsford City som låg utanför The Football League.

## Tränarkarriär

### Klubblag
Soo tog över som tränare hos St Albans City under inledningen av säsongen 1947–1948, men lämnade klubben 1948 för att flytta till Italien. I april 1950 fick Soo tränarjobbet hos klubben Padova, ett jobb han behöll till och med juli 1952. Han har dock blivit ihopkopplad med ett tränarjobb inom engelska FA i oktober 1950 då han höll ett föredrag för Littleport Town FC:s spelare och supportrar i Littleport, Cambridgeshire.
Senare samma år blev han tränare för den svenska klubben IFK Eskilstuna, men flyttade redan nästa år till Örebro SK. Soo tog efter Örebro över Djurgårdens IF och vann samma säsong SM-guld med klubben. Tillsammans med tidigare Djurgårdsspelaren Anders Bernmar satte Soo sin prägel på laget genom stenhård fysisk träning. Träningsfilosofin gav resultat och förutom SM-guldet var laget obesegrat i 16 raka omgångar. I samband med detta skapades smeknamnet "Järnkaminerna" som syftade just på det fysiska hårda spel som Djurgården spelade. Efter sin karriär i Djurgården tog Soo över Oddevold 1956 och AIK 1958.
I juni 1959 tog han över tränarjobbet i Scunthorpe United men lämnade klubben i maj 1960 efter att ha fört sitt Scunthorpe till 15:e plats i engelska Football League Two. Han återvände därefter till Skandinavien och tog över som tränare i Köpings IS 1962, IFK Stockholm 1963 och danska Akademisk Boldklub 1965. Han tränade senare ett antal lag i Köpenhamn och Malmö innan han tog över som tränare i Höganäs BK 1972.

### Landslag
Soo tränade Norges herrlandslag i en match mot Sverige i OS 1952.
Han hade tecknat avtal om att ta över som förbundskapten för Israels landslag 1963, men drog sig ur efter meningsskiljaktigheter med det israeliska fotbollsförbundet.